# Andrei Varantsou
Andrei Varantsou (russifié en Andrey Vorontsov, né le 24 juillet 1975) est un athlète biélorusse, spécialiste du lancer du marteau.
Sa meilleure performance est de 81,31 m, réalisée en 2008.